# Amore a Copenhagen
Amore a Copenhagen (Sult) è un film del 2025 diretto da Ditte Hansen e Louise Mieritz.
Il soggetto è basato sul romanzo di Tine Høeg.

## Trama
Mia, scrittrice di successo, è una ragazza single, abituata a frequentare ragazzi più giovani di lei, non pensa al suo futuro. Ma quando conosce Emil, un uomo della sua età con due figli e divorziato, comincia a capire che qualcosa sta cambiando. Quella che sembrava una semplice frequentazione si trasforma ben presto in una storia d'amore importante.

## Distribuzione
Il film è stato distribuito in streaming sulla piattaforma Netflix il 26 febbraio 2025.